# Байрон-Бей
Байрон-Бей (англ. Byron Bay) — місто в Австралії в штаті Новий Південний Уельс, центр однойменного округу.
Розташоване у найсхіднішій точці Австралії, за 759 кілометрів на північ від Сіднея і за 140 кілометрів на південь від Брисбену. За даними перепису 2006 року населення міста становило 4981 чоловік.

## Назва

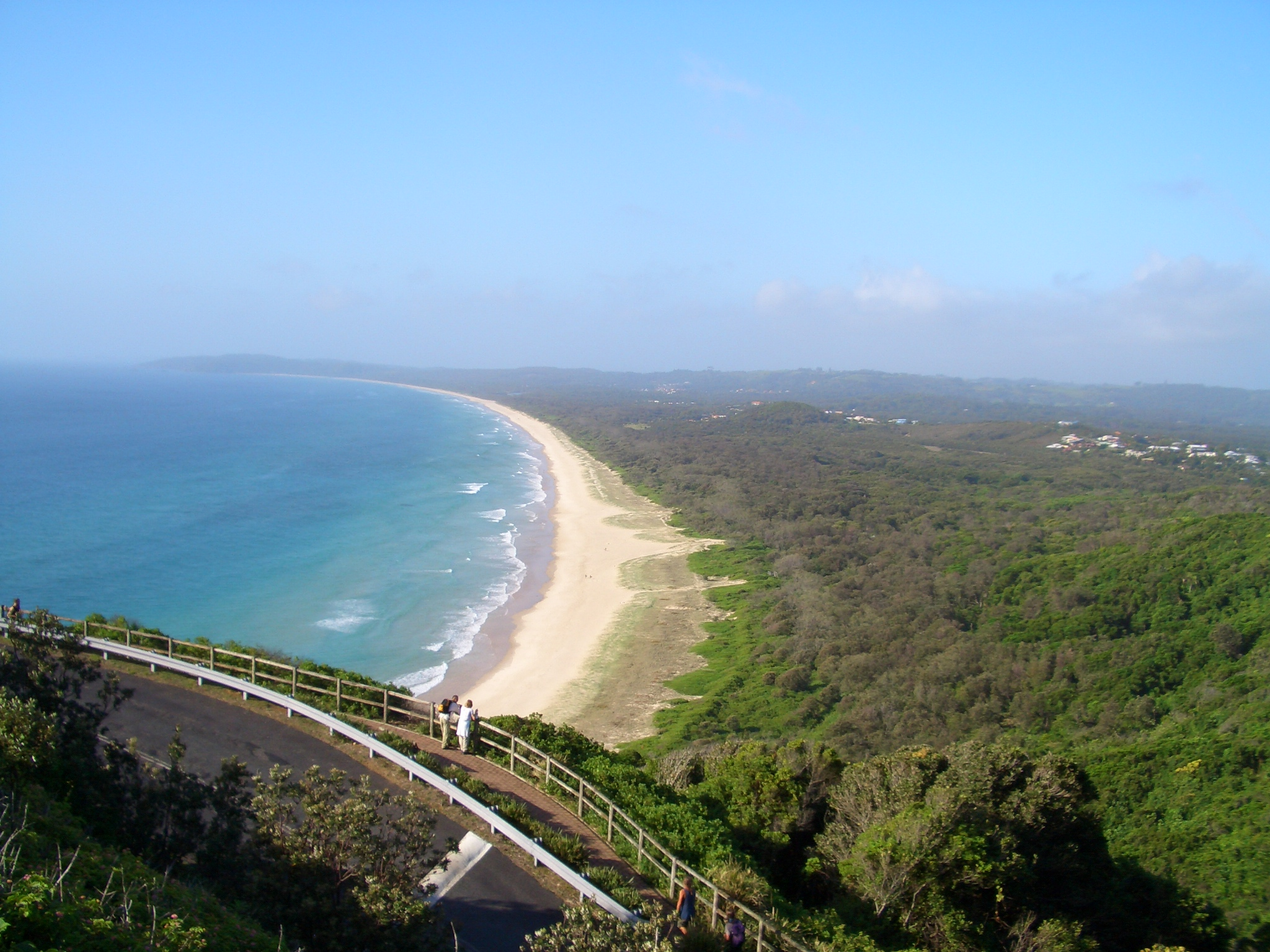

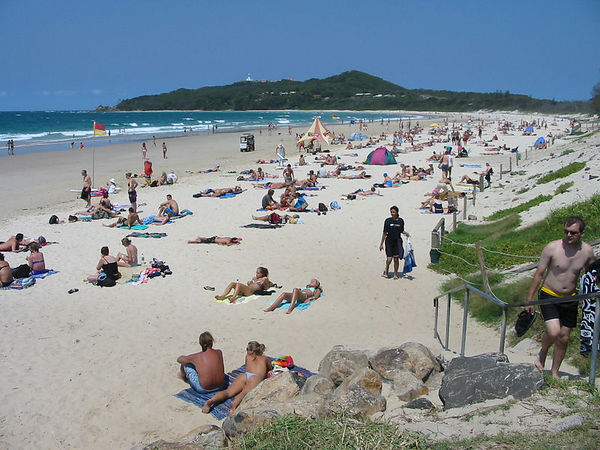

Назву місто отримало від затоки, яка в свою чергу отримала назву від мису Байрона, названому так Джеймсом Куком на честь Джона Байрона — англійського адмірала, який здійснив навколосвітнє плавання на кораблі «HMS Dolphin». Джон Байрон — дід знаменитого британського поета Джорджа Байрона.

## Туризм
Місто є популярним місцем для туризму як австралійців так й іноземців. Поруч з містом розташовано багато мальовничих берегів, що приваблює в це місто серфінгістів з усього світу, а також любителів підводного плавання.

## Відомі особистості
В поселенні народився:
- Натан Баггалі (* 1975) — австралійський весляр-байдарочник.